# M25 (Gewehr)
Das M25 ist ein speziell für US-Spezialeinheiten entwickeltes Selbstlade-Scharfschützengewehr im Kaliber 7,62 × 51 mm NATO. Es basiert auf dem M21 und dem M14.

## Überblick
Das M25 wird von den Spezialeinheiten der US Army und der US Navy als Designated Marksman Rifle eingesetzt. Eine weitere Bezeichnung für die Waffe ist M25 Sniper Weapon System. Die Waffe wurde aufgrund spezifischer Anforderungen der Special Forces und Navy SEALs in den 1980ern gemeinschaftlich entwickelt und kam das erste Mal im Zweiten Golfkrieg zum Einsatz.